# Monteren (kooktechniek)
Monteren is het binden van een warme vloeistof met klontjes boter. De koude boter wordt met een garde door de warme vloeistof geroerd. Hierdoor krijgt de vloeistof een dikkere structuur en een vollere smaak.
Het is belangrijk dat de vloeistof tijdens het monteren niet te warm is, omdat de boter dan te snel smelt en de saus kan gaan schiften.
Ook na het monteren mag de saus niet meer te veel verwarmd worden om schiften te voorkomen.